# X (альбом Криса Брауна)
X — шестой студийный альбом Криса Брауна вышедший 16 сентября 2014 года на лейбле RCA Records. X получил в целом положительные отзывы критиков по поводу звучания, лирическая составляющая получила более смешанные отзывы. Альбом рассматривался как большой шаг вперёд по сравнению с предыдущим альбомом Fortune
Альбом дебютировал на втором месте в чарте Billboard 200 в США с продажами в 146 000 экземпляров за первую неделю. Также он стал шестой работой подряд, дебютировавшей в этом чарте в Соединенных Штатах.
Альбому предшествовал выпуск пяти синглов: «Fine China», «Don’t Think They Know», «Love More», «Loyal» и «New Flame». Сингл «Loyal» стал самым успешным из них, он достиг 9 места в Billboard Hot 100 в США и 10 места в Великобритании. Для продвижения альбома Крис Браун принял участие в нескольких телевизионных шоу и в нескольких музыкальных фестивалях на территории Соединенных Штатов.

## Предыстория
8 ноября 2012 года в интервью на радиостанции KPWR Крис Браун представил новую песню под названием «Nobody’s Perfect». Песня должна была стать первым синглом из предстоящего альбома под рабочим названием Carpe Diem, который планировалось выпустить в 2013 году. После завершения тура «Carpe Diem Tour», Браун заявляет о начале работы над следующим альбомом. MTV News сообщили, что Браун сотрудничает среди прочих с такими продюсерами как Тимбалэнд, Danja и Diplo.
25 марта 2013 года Браун объявил о выходе X и представил пять песен с готовящейся пластинки.В интервью журналу Ebony Крис Браун рассказал об отходе от тем, характерных для поп-музыки. Альбом по его словам должен был стать более зрелым и серьёзным. Выбор названия Крис Браун объяснил следующим образом:

Это римская цифра 10. Я родился 5 мая 1985 года: 5 плюс 5 равно 10. Уже десять лет, как я занимаюсь музыкой. X — 24 буква в алфавите и мне исполнится 24 в год выхода альбома. Буква X — это и метафора, как в слове «ex-girlfriend»: она означает прогресс и продвижение в жизни, не зацикливаясь на прошлом и привычном.
Оригинальный текст (англ.)It’s the Roman numeral for 10. 5/5/89 is my birthday: 5 plus 5 is 10, and this is my tenth year since I got into music. 'X' is the 24th letter in the alphabet, and I will turn 24 when this album comes out. 'X' is also a metaphor, as in 'ex-girlfriend': it implies you’re progressing and moving on in life, not holding on to the past and your old ways.

### Запись и продюсирование
В марте 2013 года Крис Браун рассказал, что работает с такими артистами и продюсерами, как Фаррелл Уильямс, Ариана Гранде, Кендрик Ламар, Ludacris, Рианна, Ники Минаж, Уиз Халифа, Тимбалэнд, Danja, Diplo и RoccStar. 4 июля 2013 года Браун подтвердил, что в альбоме будут совместные композиции со следующими исполнителями: Ники Минаж, Рианна, Уиз Халифа, B.o.B и Келли Роуленд Впрочем, совместные песни с Роуленд и Рианной в итоге в альбоме отсутствуют. Тогда же подтверждается, что продюсированием альбома занимаются Тимбалэнд, Diplo, Polow da Don, Danja, Фаррелл Уильямс и Drumma Boy. Крис Браун рассказал, что в ходе работы над альбомом было создано около 50 песен.

## Выпуск и продвижение
Выпуск альбома неоднократно откладывался. В апреле 2013 года Крис Браун заявил, что альбом выйдет летом, 16 июля. Впоследствии дата релиза переносится на 20 августа, затем на 19 ноября. В сентябре Крис Браун заявил, что альбом будет двойным и содержать по десять песен на каждом диске. Дата выхода назначается на 3 декабря.
20 ноября Крис Браун был направлен в реабилитационный центр на курсы по управлению гневом на срок в три месяца, выпуск альбома оказывается под угрозой срыва. Для поддержания у поклонников интереса к готовящемуся к выходу альбому, 19 ноября Крис Браун выпускает микстейп под названием X Files, который включает в себя песни с участием Басты Раймса, Ludacris и Kid Ink, а также песню «Main Chick».
22 февраля 2014 года было объявлено, что альбом будет выпущен 5 мая 2014 года, на день рождения Брауна. 14 апреля 2014 года Браун выпускает тизер нового трека «Don’t Be Gone Too Long (при участии Арианы Гранде)». Выход самой песни и альбома тем не менее задерживается из-за того, что Крис Браун отбывает тюремное заключение. 3 августа через свой инстаграм Браун заявляет о выходе альбома 16 сентября. Через три дня в Твиттере музыканта появляется обложка будущей пластинки.
25 августа X стал доступен для предзаказа в ITunes Store, тогда же стал доступен для прослушивания заглавный одноимённый трек.

## Список композиций
- 1. X (produced by Diplo)
- 2. Add Me In
- 3. Loyal feat. Lil Wayne & Tyga
- 4. New Flame feat. Usher & Rick Ross
- 5. Songs On 12 Play feat. Trey Songz
- 6. 101 (Interlude)
- 7. Drown On It feat. R. Kelly
- 8. Came To Do feat. Akon
- 9. Stereotype
- 10. Time For Love
- 11. Lady In A Glass Dress (Interlude)
- 12. Autumn Leaves feat. Kendrick Lamar
- 13. Do Better
- 14. See You Around
- 15. Don’t Be Gone To Long feat. Ariana Grande
- 16. Body Shots
- 17. Drunk Texting feat. Jhené Aiko
- 18. Lost In Ya Love
- 19. Love More feat. Nicki Minaj
- 20. Don’t Think They Know feat. Aaliyah
- 21. Fine China
- 22. No Lights